# 結婚したい女2
『結婚したい女2』（けっこんしたいおんなツー）は、毎日放送の制作によりTBS系列で、1981年（昭和56年）12月9日から1982年1月27日まで放送されたテレビドラマ。放送時間は、毎週水曜日22:00 - 22:54。全8話。

## 概要・内容
1981年2月18日から同年3月25日まで放送された『結婚したい女』の続編。ヒロインは岸本加世子に代わるが、柳下良役の中村敦夫、千石英夫役の柳生博らが引き続き出演している。
鹿児島でキャバレーのホステスを勤めている佐倉桃子は、金持ちでイケメンな男性との幸せな結婚を夢見ている。ある日、会社社長の柳下良が九州支社長の深田に案内されて桃子のいるキャバレーを訪れた。そこで桃子は柳下に一目惚れする。柳下はこれまでに二回、結婚が破談になっていた。桃子はその後家政婦に転職、更に「滝乃家」の芳枝の下で日本一の芸者を目指すべく修業に励み、そして念願の結婚を目指そうとする。

## キャスト
- 佐倉桃子：岸本加世子
- 柳下良：中村敦夫
- 千石英夫：柳生博
- 千石竹乃：白川和子 - 英夫の妻
- 芳枝：小山明子 - 「滝乃家」の芸者
- さとみ：神保美喜 - 柳下良の秘書
- 佐倉長太郎：森本レオ - 桃子の兄
- ツルヨ：浅利香津代 - 柳下家のお手伝いで、秋田おばこ。
- 早苗：赤座美代子
- ぼたん：秋川リサ - 「滝乃家」の芸者
- 深田：牟田悌三 - 柳下商会九州支社長
- 風見律子
- 千石規子
- 滝沢れい子

## スタッフ
- プロデューサー：相澤英也、上条孝美
- 原作：北村篤子
- 脚本：北村篤子（全話担当）
- 演出：信濃正兄（全話担当）
- 音楽：ザ・ベンチャーズ、鈴木キサブロー
- 制作：松竹、毎日放送